# Nodaria discolor
Nodaria discolor is een vlinder uit de familie van de spinneruilen (Erebidae). De wetenschappelijke naam van de soort is voor het eerst geldig gepubliceerd in 1930 door Wileman & West.